# Пшисуха (гмина)
Пшисуха (пол. Przysucha) — гмина (волость) в Польше, входит в Пшисухский повет (Мазовецкое воеводство). Население — 12 448 человек (на 2004 год).

## Демография
| Перепись                       | Всего   | Всего | Женщины | Женщины | Мужчины | Мужчины |
| ------------------------------ | ------- | ----- | ------- | ------- | ------- | ------- |
| Единицы                        | человек | %     | человек | %       | человек | %       |
| Население                      | 12 448  | 100   | 6386    | 51,3    | 6062    | 48,7    |
| Плотность населения (чел./км²) | 68,7    | 68,7  | 35,2    | 35,2    | 33,4    | 33,4    |

## Поселения
1. Безник
2. Дембины
3. Длуга-Бжезина
4. Гай
5. Глембока-Дрога
6. Глинец
7. Хуциско
8. Якубув
9. Яникув
10. Янув
11. Колёня-Щербацка
12. Козловец
13. Краюв
14. Кузница
15. Липно
16. Помыкув
17. Руски-Бруд
18. Скшиньско
19. Смогожув
20. Вистка
21. Воля-Венцежова
22. Завада
23. Збоженна

## Соседние гмины
1. Гмина Борковице
2. Гмина Гельнюв
3. Гмина Говарчув
4. Гмина Коньске
5. Гмина Потворув
6. Гмина Пшитык
7. Гмина Русинув
8. Гмина Стомпоркув
9. Гмина Венява